# Премия британского независимого кино (2011)
14-я церемония вручения наград премии британского независимого кино за заслуги в области кинематографа за 2011 год состоялась 4 декабря 2011 года в Old Billingsgate Market, Лондон, Великобритания. 31 октября 2011 года Хелен Маккрори объявила имена номинантов премии в 18 категориях. Ведущим церемонии стал ирландский актёр Крис О’Дауд. Почётными премиями награждены Рэйф Файнс и Кеннет Брана.

## Список основных номинантов
Победители выделены отдельным цветом. 
| Категории                           | Фотографии лауреатов                                  | Лауреаты и номинанты                     |
| ----------------------------------- | ----------------------------------------------------- | ---------------------------------------- |
| Лучший британский независимый фильм |                                                       | • «Тираннозавр»                          |
| Лучший британский независимый фильм | • «Сенна»                                             |                                          |
| Лучший британский независимый фильм | • «Стыд»                                              |                                          |
| Лучший британский независимый фильм | • «Шпион, выйди вон!»                                 |                                          |
| Лучший британский независимый фильм | • «Что-то не так с Кевином»                           |                                          |
| Лучшая режиссёрская работа          |                                                       | • Линн Рэмси — «Что-то не так с Кевином» |
| Лучшая режиссёрская работа          | • Бен Уитли — «Список смертников»                     |                                          |
| Лучшая режиссёрская работа          | • Стив Маккуин — «Стыд»                               |                                          |
| Лучшая режиссёрская работа          | • Томас Альфредсон — «Шпион, выйди вон!»              |                                          |
| Лучшая режиссёрская работа          | • Пэдди Консидайн — «Тираннозавр»                     |                                          |
| Лучший режиссёрский дебют           |                                                       | • Пэдди Консидайн — «Тираннозавр»        |
| Лучший режиссёрский дебют           | • Джо Корниш — «Чужие на районе»                      |                                          |
| Лучший режиссёрский дебют           | • Рэйф Файнс — «Кориолан»                             |                                          |
| Лучший режиссёрский дебют           | • Джон Майкл Макдонах — «Однажды в Ирландии»          |                                          |
| Лучший режиссёрский дебют           | • Ричард Айоади — «Субмарина»                         |                                          |
| Лучший сценарий                     |                                                       | • Ричард Айоади — «Субмарина»            |
| Лучший сценарий                     | • Джон Майкл Макдонах — «Однажды в Ирландии»          |                                          |
| Лучший сценарий                     | • Бен Уитли, Эми Джамп — «Список смертников»          |                                          |
| Лучший сценарий                     | • Эби Морган, Стив Маккуин — «Стыд»                   |                                          |
| Лучший сценарий                     | • Линн Рэмси, Рори Киннир — «Что-то не так с Кевином» |                                          |
| Лучшая мужская роль                 |                                                       | • Майкл Фассбендер — «Стыд»              |
| Лучшая мужская роль                 | • Брендан Глисон — «Однажды в Ирландии»               |                                          |
| Лучшая мужская роль                 | • Нил Маскелл — «Список смертников»                   |                                          |
| Лучшая мужская роль                 | • Гэри Олдмен — «Шпион, выйди вон!»                   |                                          |
| Лучшая мужская роль                 | • Питер Маллан — «Тираннозавр»                        |                                          |
| Лучшая женская роль                 |                                                       | • Оливия Колман — «Тираннозавр»          |
| Лучшая женская роль                 | • Ребекка Холл — «Пробуждение»                        |                                          |
| Лучшая женская роль                 | • Миа Васиковска — «Джейн Эйр»                        |                                          |
| Лучшая женская роль                 | • МайАнна Бьюринг — «Список смертников»               |                                          |
| Лучшая женская роль                 | • Тильда Суинтон — «Что-то не так с Кевином»          |                                          |
| Лучшая мужская роль второго плана   |                                                       | • Майкл Смайли — «Список смертников»     |
| Лучшая мужская роль второго плана   | • Том Харди — «Шпион, выйди вон!»                     |                                          |
| Лучшая мужская роль второго плана   | • Бенедикт Камбербэтч — «Шпион, выйди вон!»           |                                          |
| Лучшая мужская роль второго плана   | • Эдди Марсан — «Тираннозавр»                         |                                          |
| Лучшая мужская роль второго плана   | • Эзра Миллер — «Что-то не так с Кевином»             |                                          |
| Лучшая женская роль второго плана   |                                                       | • Ванесса Редгрейв — «Кориолан»          |
| Лучшая женская роль второго плана   | • Фелисити Джонс — «Альбатрос»                        |                                          |
| Лучшая женская роль второго плана   | • Кэри Маллиган — «Стыд»                              |                                          |
| Лучшая женская роль второго плана   | • Салли Хокинс — «Субмарина»                          |                                          |
| Лучшая женская роль второго плана   | • Кэти Бёрк — «Шпион, выйди вон!»                     |                                          |
| Наиболее перспективный новичок      |                                                       | • Том Каллен — «Уикенд»                  |
| Наиболее перспективный новичок      | • Джессика Браун Финдлей — «Альбатрос»                |                                          |
| Наиболее перспективный новичок      | • Джон Бойега — «Чужие на районе»                     |                                          |
| Наиболее перспективный новичок      | • Крейг Робертс — «Субмарина»                         |                                          |
| Наиболее перспективный новичок      | • Ясмин Пейдж — «Субмарина»                           |                                          |
| Лучший фильм на иностранном языке   |                                                       | • «Развод Надера и Симин»                |
| Лучший фильм на иностранном языке   | • «Царство животных»                                  |                                          |
| Лучший фильм на иностранном языке   | • «Драйв»                                             |                                          |
| Лучший фильм на иностранном языке   | • «Пина»                                              |                                          |
| Лучший фильм на иностранном языке   | • «Кожа, в которой я живу»                            |                                          |
| Премия Variety                      |                                                       | • Кеннет Брана                           |
| Премия имени Ричарда Харриса        |                                                       | • Рэйф Файнс                             |